# 霍爾特鎮區 (內布拉斯加州蓋奇縣)
霍爾特鎮區（英語：Holt Township）是位於美國內布拉斯加州蓋奇縣的一個行政鎮區。

## 地方資料
霍爾特鎮區的面積為92.99平方千米，當中陸地面積為92.79平方千米，而水域面積為0.20平方千米。根據2020年美國人口普查的數據，當地共有人口458人，而人口密度為每平方千米4.93人。